# Sky Doll
Sky Doll è una serie a fumetti italiana di fantascienza realizzata da Alessandro Barbucci e Barbara Canepa ed edita in Europa da Soleil Editions e in Italia da Vittorio Pavesio Productions e BAO Publishing.
La serie è pubblicato in tutta Europa e in Corea, Giappone, Cina e Stati Uniti. Sono stati prodotti anche figurine, statuine, QEE e molti altri gadget.
La serie è costituita da quattro volumi oltre ad alcuni spin-off e artbook, pubblicati anche in Francia e in USA.

## Trama
Una galassia imprecisata, in un tempo imprecisato. Le "Sky Doll" del titolo sono delle bambole meccaniche di dimensioni e aspetto umanoide, create perché gli abitanti del pianeta su cui la storia inizia possano soddisfare i propri istinti erotici senza commettere peccato. Infatti, su questo pianeta vige un governo di stampo religioso (ampiamente ispirato alle liturgie cattoliche) che fa capo alla papessa Lodovica e controlla la vita della popolazione con una serie di editti religiosi. Nel mondo di Sky Doll esistevano due papesse, Agape e Lodovica, la prima rappresentazione dell'amore spirituale, la seconda di quello carnale. La prima è stata uccisa: da allora Lodovica regna incontrastata sul pianeta, anche se gruppi sempre più numerosi di adoratori di Agape (bollati come eretici) stanno iniziando a radunarsi, nonostante gli sforzi fatti dalle alte sfere della liturgia per cancellare il ricordo di costei.
La storia segue le peripezie attraverso vari pianeti di Noa, una Sky Doll, e dei due emissari papali Roy e Jahu, che inavvertitamente si ritrovano a ospitare Noa sulla loro astronave.

## Personaggi
Brevi schede dei personaggi principali, che fisicamente sono in gran parte umanoidi dalle fattezze feline.

### Protagonisti
- Noa: una Sky Doll dal misterioso passato che sembra ricollegarsi alla vicenda della papessa Agape. A differenza delle altre bambole meccaniche, il suo carattere oscilla tra spensierato e malinconico, non è contenta della sua condizione e si arrabbia con chiunque la tratti o consideri le Sky Doll come un semplice oggetto su cui sfogare degli istinti. Ha dimostrato di possedere alcuni misteriosi poteri ancora inspiegati che sembrano essere molto legati alla figura della papessa Agape. Diventerà amica di Roy, ma farà più fatica a entrare in sintonia con Jahu. Nella sua prima apparizione (escludendo il numero zero) lavora in un autolavaggio (o meglio "astrolavaggio") chiamato "Heaven" il cui gestore è uno strano essere che si fa chiamare "Dio", per proseguire con i riferimenti religiosi.
- Roy: giovane e idealista emissario papale, spalla del più smaliziato Jahu. L'entusiasmo che provava per la missione affidatagli dai sottoposti di Lodovica svanirà completamente quando scoprirà il vero scopo del loro viaggio, cambiandolo radicalmente e trasformandolo da ragazzo ingenuo e desideroso di scoprire l'universo in un individuo cinico e ribelle che non sorride mai e sempre pronto all'ira.
- Jahu: servo di lunga data dei lodovichiani, è un individuo burbero e disposto a qualunque cosa pur di non deludere i suoi superiori, anche se si dimostrerà molto umano una volta giunto il momento di confessare a Roy di averlo tradito, evitando di svelargli il vero scopo della loro missione (lo sterminio di una popolazione "eretica"). Nella serie sono presenti allusioni al suo passato o ad alcuni suoi problemi come il fatto che possiede una Sky Doll nella sua cabina, si scopre Jahu ha una ex moglie scomparsa, una sua passata dipendenza da droga e il fatto che in passato possa aver fallito una missione importante affidatagli dal governo religioso.

### Altri
- Lodovica: la papessa dell'amore carnale, disprezza il popolino che la venera ed ama il Miracolatore, ovvero colui che organizza e rende possibili le azioni "miracolose" che le servono per guadagnare la fede del popolo, tanto da piangere quando scopre il suo tradimento.
- Agape: la papessa dell'amore spirituale, eliminata dai lodovichiani che speravano in questo modo di cancellarne il ricordo, senza però riuscirci. Apparentemente è collegata in qualche modo a Noa. Sembra che fosse una persona estremamente buona, dolce e di ampie vedute, lo dimostra la sua intenzione di includere nella sua religione il credo del pianeta Aqua.
- il Miracolatore: il genio che sta dietro ai cosiddetti miracoli di Lodovica, in realtà poco più che grandiosi spettacoli con abbondanti effetti speciali per una platea impressionabile. Lodovica lo costringe ad amarlo (carnalmente e spiritualmente) convincendosi che sia l'unico che l'ami veramente mentre tutti i vescovi e gli alti prelati sono convinti che egli lavori per la gloria di Lodovica nel mondo; in realtà egli è uno dei più ferventi sostenitori di Agape e fa il doppio gioco, convinto che prima o poi i sostenitori agapiani rimasti riusciranno a rovesciare il governo.
- Gaia: il leader spirituale di una popolazione di sesso esclusivamente femminile, le aquariane del pianeta Aqua. Essa è la fondatrice di una religione che si sta espandendo a gran velocità in tutta la galassia (che ha più di qualche punto in comune con Scientology); ciò non fa piacere ai lodovichiani, i quali inviano Roy e Jahu (e senza saperlo anche Noa) su Aqua per distruggere il Pesce Sacro, la fonte della vita per le aquariane, marchiate rapidamente come portatici di una pericolosa eresia.
- Frida Decibel: celebre personaggio televisivo, conduttrice di pacchiani talk show sul canale TriniTeevee (gioco di parole tra Trinity, trinità, e TV) e portavoce ufficiale della Chiesa di Lodovica. In realtà anche lei, a suo modo, agisce in modo sovversivo contro i lodovichiani: infatti gran parte dello staff che realizza le sue trasmissioni è composta da individui esiliati (tra cui un'aquariana) a causa delle loro idee "eretiche". Frida dà loro alloggio senza temere ritorsioni perché, almeno all'apparenza, lavorano tutti per la maggior gloria di Lodovica. Ha una figlia di nome Cleopatra che fa la ballerina nel suo programma.
- Eliantho: uno scropo, ovvero un membro di una razza animale molto presente nella galassia in cui si svolge la storia. Gli scropi sono piccole creature pelose quadrupedi dalla lunga proboscide. Eliantho, una specie di animaletto domestico per Noa, si sacrifica finendo colpito da un laser per salvare Roy e Jahu, e viene in qualche modo (non si sa come) resuscitato da Noa.

## Stile
Come in altre opere a cui hanno collaborato Barbucci e Canepa, lo stile di disegno è molto particolare, mescolando influenze dai manga (in parte dagli shōjo manga, ma non solo) e dal fumetto francese allo stile personale degli autori.

## Tematiche
Un tema che attraversa tutta la serie è quello della contrapposizione tra due estremi, non solo per quanto riguarda Agape e Lodovica, ma anche, per dirne alcuni, tra esseri viventi e robot (le Sky Dolls), fede e tecnologia, sesso e castità, realtà e apparenza, illusione e fenomeno reale, sacro e profano.
Come accennato in precedenza, le tematiche sono decisamente di stampo adulto, sia per il discorso dell'influenza della religione sulla vita delle persone, sia per i riferimenti erotici e le scene di nudo o di sesso (comunque mai esplicite), riferimenti alle droghe sintetiche, le religioni viste come catene di centri benessere e velati accenni alle controculture (ad esempio, sul pianeta Aqua ci sono degli esempi di grafica che rimandano alla psichedelia degli anni settanta).

## Albi
Albi regolari:
- Vol. 1: La città gialla (2000)
- Vol. 2: Aqua (2002)
- Vol. 3: La città bianca (2006)
- Vol. 4: Sudra (2016)

Albi speciali:
- Vol. 0: Doll's Factory (2003) (contiene un prologo della serie, gli schizzi a matita del volume nº1 e un artbook)
- La città bianca - Sky Doll matite (2005) (contiene gli studi preparatori e gli schizzi a matita del volume nº3, con un finale alternativo)
- Spaceship collection (2007)
- Lacrima Christi collection (2009)
- Sky Doll. Decade 00-10 (2010) (volume unico che racchiude i primi tre volumi della serie regolare, le storie brevi Doll's Factory e Heaven Dolls quest'ultima inedita in italia, assieme a diverse tavole riguardanti la serie fatte da disegnatori e illustratori diversi; il volume pubblicato da BAO Publishing)

### In ordine di pubblicazione in Francia e Italia
- 2000: Vol. 1: La città gialla
- 2002: Vol. 2: Aqua
- 2003: Vol. 0: Doll's Factory
- 2005: La città bianca - matite
- 2006: Vol. 3: La città bianca
- 2007: Spaceship collection vol. 1
- 2009: Lacrima Christi collection vol. 2
- 2010: Sky Doll Decade
- 2016: Vol. 4: Sudra